# Wapen van Harlingen

Wapen van Harlingen

Het wapen van Harlingen is het wapen dat oorspronkelijk werd gebruikt voor de stad Herlingen en sinds 1818 voor de gemeente Harlingen, in de Nederlandse provincie Friesland.

## Geschiedenis
De oudste weergave van het stadswapen van Harlingen is gevonden op een stadszegel uit 1426. Het wapen was een eigendomsteken en symbool dat documenten van de stad een officieel karakter verleende. De houder van een wapen was een rechtspersoon. Overeenkomsten werden 'bezegeld' door een afdruk van het wapen in rode was op documenten of als sluitzegel op perkamenten rollen en enveloppen. Dienaren en beambten van de stad droegen het wapen op ambtskleding, helm of pet. Ook vandaag nog dragen de bodes in het stadhuis en het havenpersoneel het wapen op hun uniform. Ook op eigendommen van de stad, zoals voertuigen en bruggen, wordt het wapen afgebeeld.
Het recht om het wapen te gebruiken werd in 1818 hernieuwd en bevestigd door De Hoge Raad van Adel. De tekst van het wapendiploma luidt:
Gebruik makende van de magt aan denzelven verleend, bij besluit van den 20sten Februarij 1816, bevestigt bij dezen de Stad Harlingen, in gevolge het door haar gedaan verzoek, in het bezit van het navolgende Wapen: Zijnde gevierendeeld. Het eerste en vierde deel van keel, beladen met drie gouden leliën geplaatst twee en een. Het tweede en derde deel van zilver beladen met vier kruisen van keel. Het schild gedekt met een kroon.
De heraldische kleuren in het wapen zijn: keel (rood), goud en zilver. De gravenkroon waarmee het schild gedekt is, heeft drie bladeren en tweemaal drie parels. Niet vermeld is de schildhouder aan de heraldische rechterkant van het wapen. In de heraldiek zijn links en rechts van achter het wapen bezien, dus voor de toeschouwer zijn deze verwisseld.

## Symboliek
De gouden lelies symboliseren Mariaverering en omdat men haar hoger achtte dan Sint Michael, de beschermheilige van de stad, staan haar gouden leliën op een prominentere plaats in het wapen dan de rode kruisen van Sint Michael. Dikwijls wordt Sint Michael als drakendoder - bestrijder van onheil - naast het wapen afgebeeld.
In tegenstelling tot de betekenis van lelie en kruis, beide symbolen die vroomheid verbeelden, is de betekenis van kleuren niet precies vastgelegd. Meestal werden contrasterende kleuren gekozen om een wapen of vlag herkenbaarder te maken. Weliswaar bestaan er populaire verklaringen voor de betekenis van kleuren - zo zou rood de kleur van de hartstocht zijn - toch is daarmee niet gezegd dat het rood in het Harlinger wapen ook die betekenis heeft. De uitvoering van het wapen is door de Hoge Raad van Adel vastgesteld. Sint Michael moet worden afgebeeld als: 'Een gevleugeld Vrouwenbeeld...'